# Grande Encarnación
A Grande Encaranción ou Região Metropolitana de Encaranción é a região metropolitana que a cidade de Encarnación e sua cidades próximas formam. É a terceira maior região metropolitana do Paraguai, estando atrás da Grande Assunção e da Região Metropolitana de Ciudad del Este. Possui mais de 200 000 habitantes, distribuídos por 4 distritos.

## Distritos
Essa é a lista dos 4 distritos que formam a Grande Encaranación.
| N° | Cidade             | População |
| -- | ------------------ | --------- |
| 1  | Encarnación        | 136 308   |
| 2  | Cambyretá          | 60 722    |
| 3  | Capitán Miranda    | 14 305    |
| 4  | San Juan de Paraná | 9 985     |
| -  | Total              | 221 320   |